# Panneau de signalisation d'une section de route à statut autoroutier en France
Le panneau de signalisation d'une section de route à statut autoroutier est, en France, un panneau de signalisation carré à fond bleu, bordé d’un listel blanc, portant en son centre un pictogramme représentant une route à chaussées séparées avec un pont l'enjambant. Il est codifié C207. Le panneau de signalisation de fin de section est un panneau identique portant une barre diagonale rouge, codifié C208.

## Usage
La signalisation des sections de routes à statut autoroutier[Quoi ?] est obligatoire[réf. nécessaire] et doit être assurée au moyen du panneau C207, implanté en signalisation de position, complété éventuellement par un panonceau M3 et en présignalisation, complété par un panonceau M3 ou M1. Dans les deux cas, le panneau C207 doit être complété par les panonceaux M10a si l’accès à l’autoroute se fait par un échangeur ou par la section courante et M10b si les échangeurs sont numérotés
La signalisation de la fin des sections de routes à statut autoroutier est obligatoire et est faite à l'aide du panneau C208, implanté en signalisation de position sur une bretelle de sortie ou à la fin de la section d’autoroute, complété éventuellement par un panonceau M3. Il peut être implanté en présignalisation, complété alors par un panonceau M1 ou M3.

## Caractéristiques
Il existe sept gammes de dimensions pour le panneau d'indication C1a, de forme carrée, contrairement aux autres familles de panneaux triangulaires, ronds ou le STOP qui en comprennent cinq. Les deux dimensions complémentaires sont les dimensions dites « supérieure » (1 200 mm de côté nominal) et « exceptionnelle » (1 500 mm de côté nominal).

## Implantation
La pose des panneaux C207 et C208 peut être subordonnée à une ou plusieurs décisions règlementaires édictées par les autorités compétentes.

### Distance latérale
Sauf contrainte de site, la distance entre l'aplomb de l'extrémité du panneau situé du côté de la chaussée et la rive voisine de cette extrémité ne doit pas être inférieure à 0,70 m.
En rase campagne, les panneaux sont placés en dehors de la zone située en bord de chaussée et traitée de telle façon que les usagers puissent y engager une manœuvre de redirection ou de freinage dite « zone de récupération », ou leur support au minimum à 2 m du bord voisin de la chaussée, à moins que des circonstances particulières s'y opposent (accotements étroits, présence d'une plantation, d'une piste cyclable, d'une voie ferrée, etc.).

### Hauteur au-dessus du sol
En rase campagne, la hauteur règlementaire est fixée en principe à 1 m (si plusieurs panneaux sont placés sur le même support, cette hauteur est celle du panneau inférieur), hauteur assurant généralement la meilleure visibilité des panneaux frappés par les feux des véhicules. Elle peut être modifiée compte tenu des circonstances locales soit pour assurer une meilleure visibilité des panneaux, soit pour éviter qu'ils masquent la circulation.

### Position de la face
Le plan de face avant d'un panneau implanté sur accotement ou trottoir doit être légèrement incliné de 3 à 5° vers l'extérieur de la route afin d'éviter le phénomène de réflexion spéculaire qui peut, de nuit, rendre le panneau illisible pendant quelques secondes.

## Visibilité de nuit
Les panneaux et panonceaux de signalisation doivent être visibles et garder le même aspect de nuit comme de jour. Les signaux de danger sont tous rétroréfléchissants ou éventuellement dans certaines conditions définies ci-dessous, éclairés.
Les revêtements rétroréfléchissants doivent avoir fait l'objet, soit d'une homologation, soit d'une autorisation d'emploi à titre expérimental. La rétroréflectorisation porte sur toute la surface des panneaux et panonceaux à l'exception des parties noires ou grises.